# Foumban
Foumban, während der deutschen Kolonialzeit Fumban (oder Bamum) genannt, ist eine Stadt im westlichen Kamerun mit 83.522 Einwohnern (2005). Sie ist das historische, politische, religiöse und kulturelle Zentrum des Volkes der Bamum und traditionelle Hauptstadt des Königreiches Bamum, des südlichsten Sultanats Kameruns. Außerdem ist sie die administrative Hauptstadt des heutigen Départements Noun.

## Bauwerke
Die Stadt beherbergt den von König Ndschoja errichteten Sultanspalast, welcher sich architektonisch an norddeutscher Backsteinbauweise orientiert. Der König ließ den Palast nach dem Vorbild deutscher Postkarten konstruieren, welche ihm ein Expeditionstrupp des deutschen Militärs mitgebracht hatte. Der Palast fungiert bis heute als Sitz des Sultans und Königs in einer Person. Ferner beherbergt er das historische Museum des Bamun-Volkes, in dem zahlreiche traditionelle Trachten, Waffen und Möbel ausgestellt werden.
In Fußmarschnähe des Palastes befindet sich die größte und wichtigste Moschee der Bamum (erbaut 1956). Jeden Freitag verlässt der Sultan begleitet von seinem Hofstaat den Palast in einem zeremoniellen Umzug, um sich zum traditionellen Freitagsgebet zu begeben.
Das Zentrum der Stadt wird zudem von einem großen Markt für Lebensmittel und traditionelle Handwerkskunst der Bamun geprägt.

Ansichten des Palastes des König von Bamouns
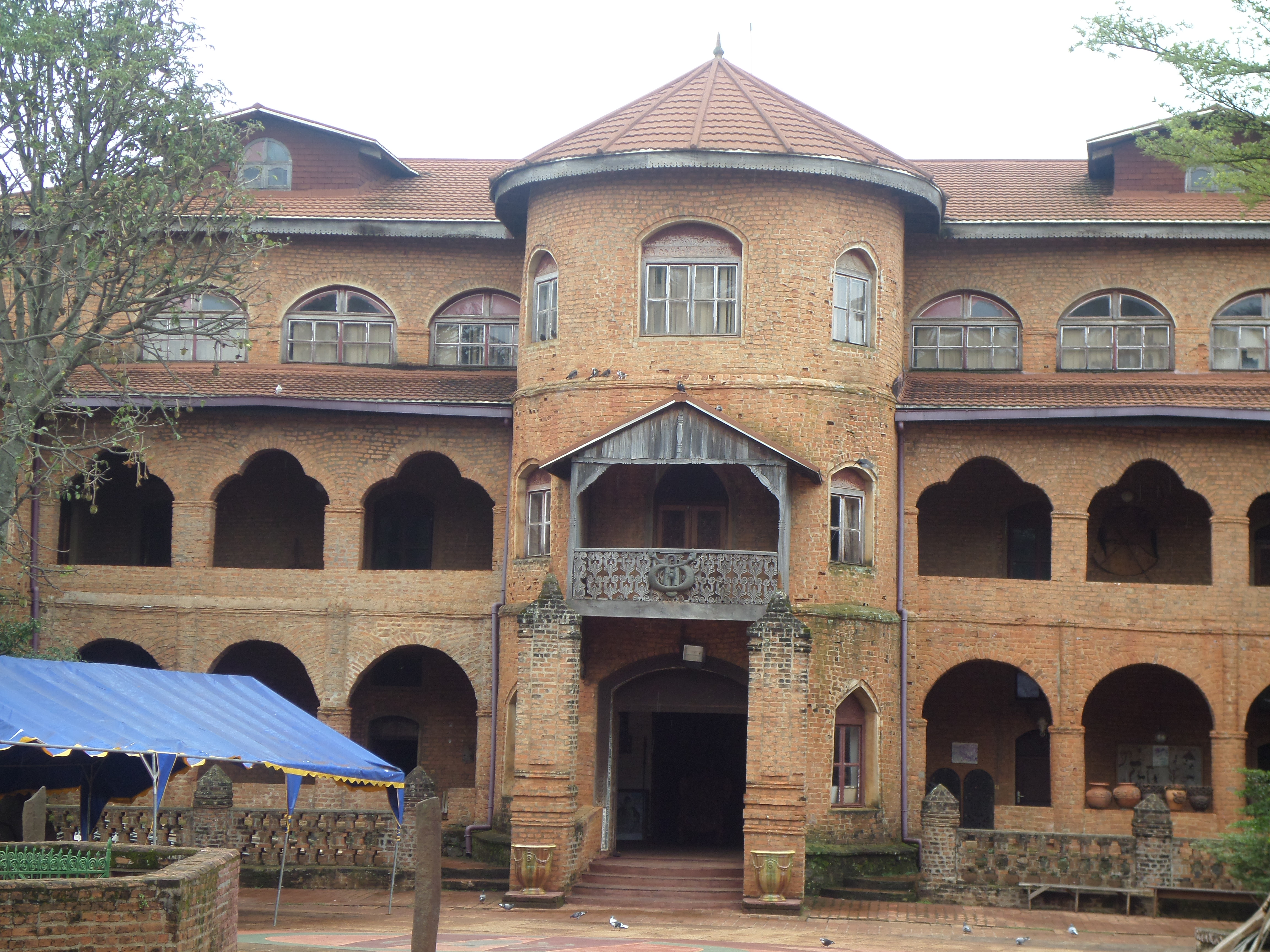
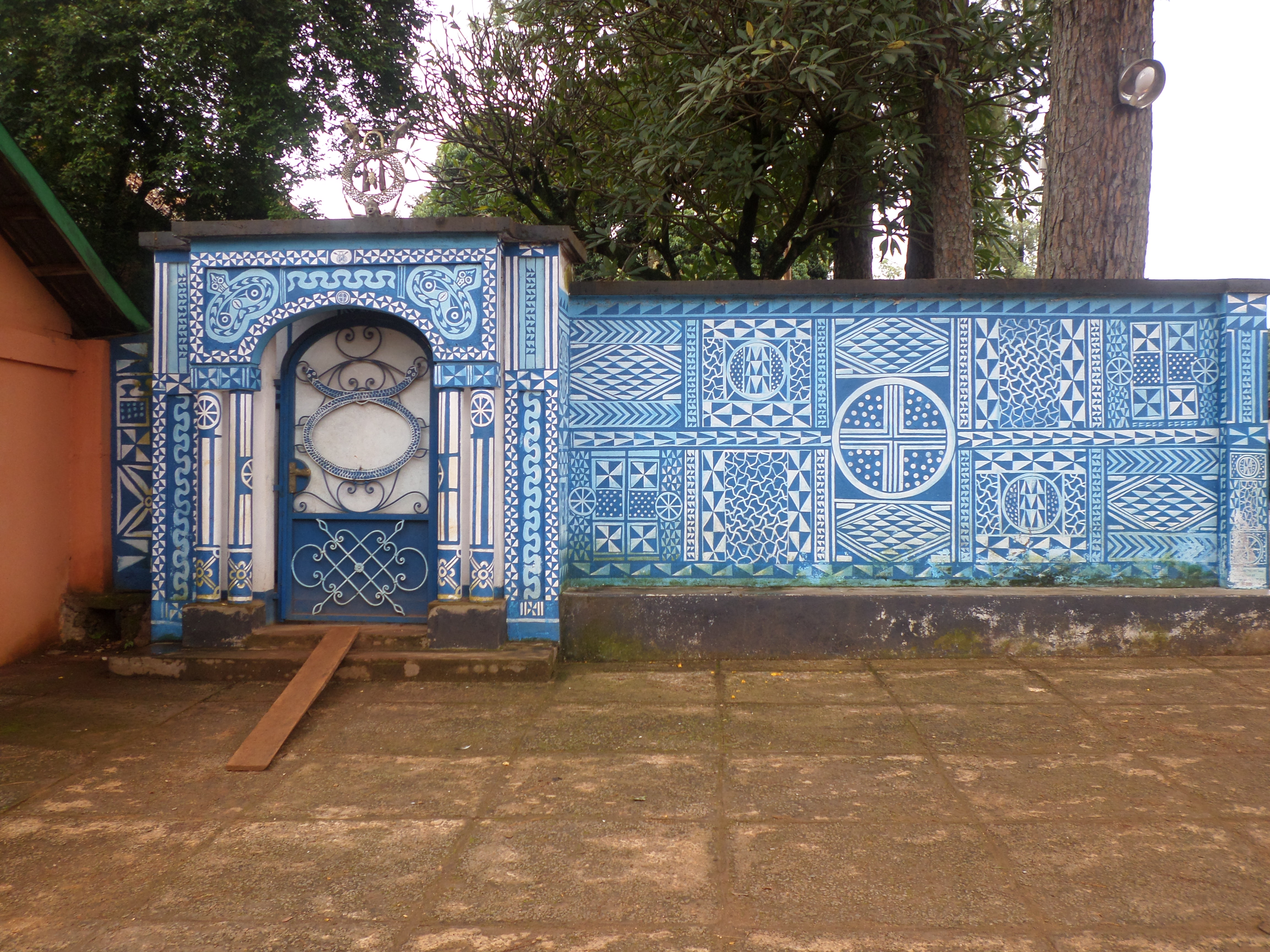
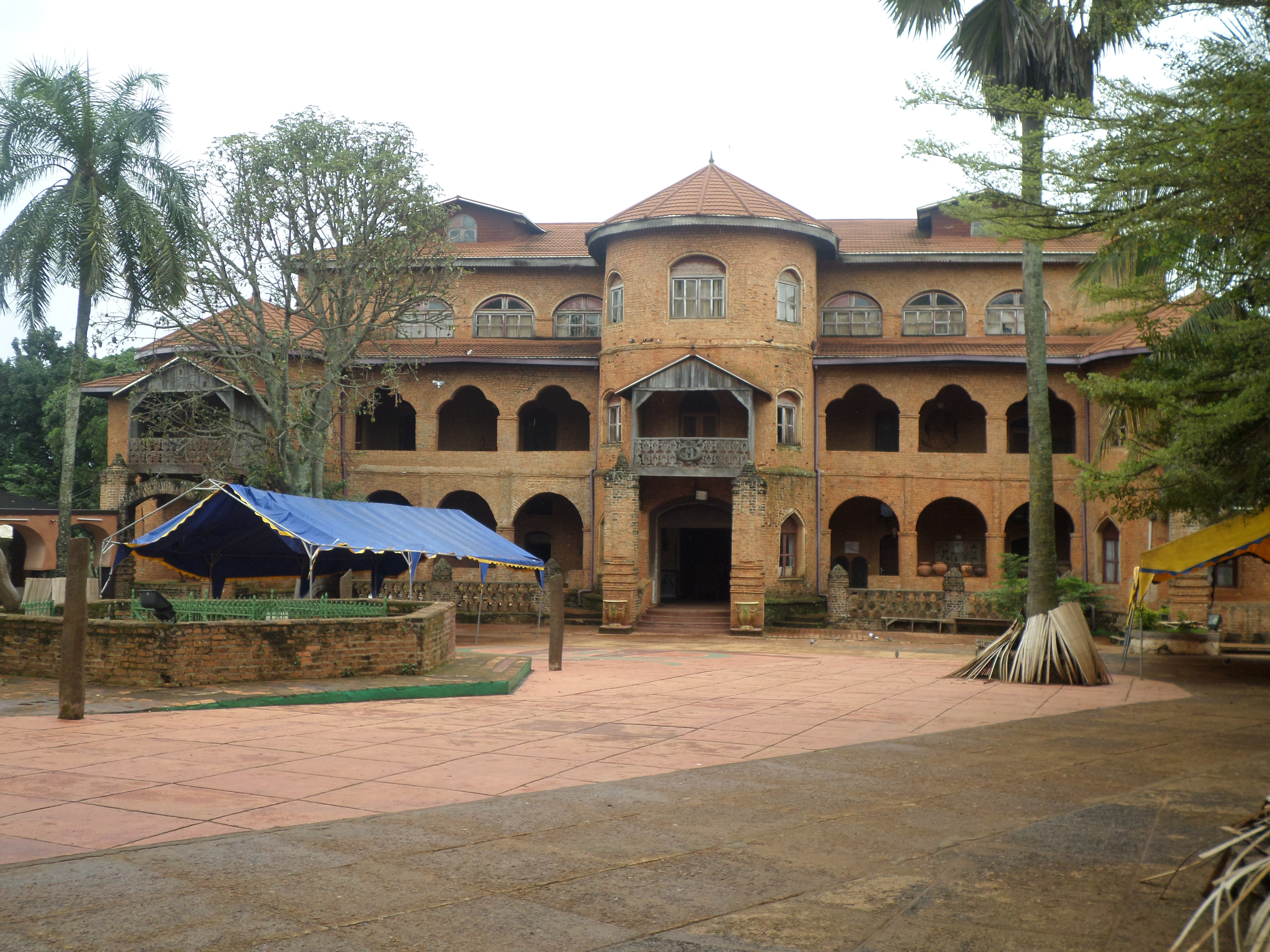
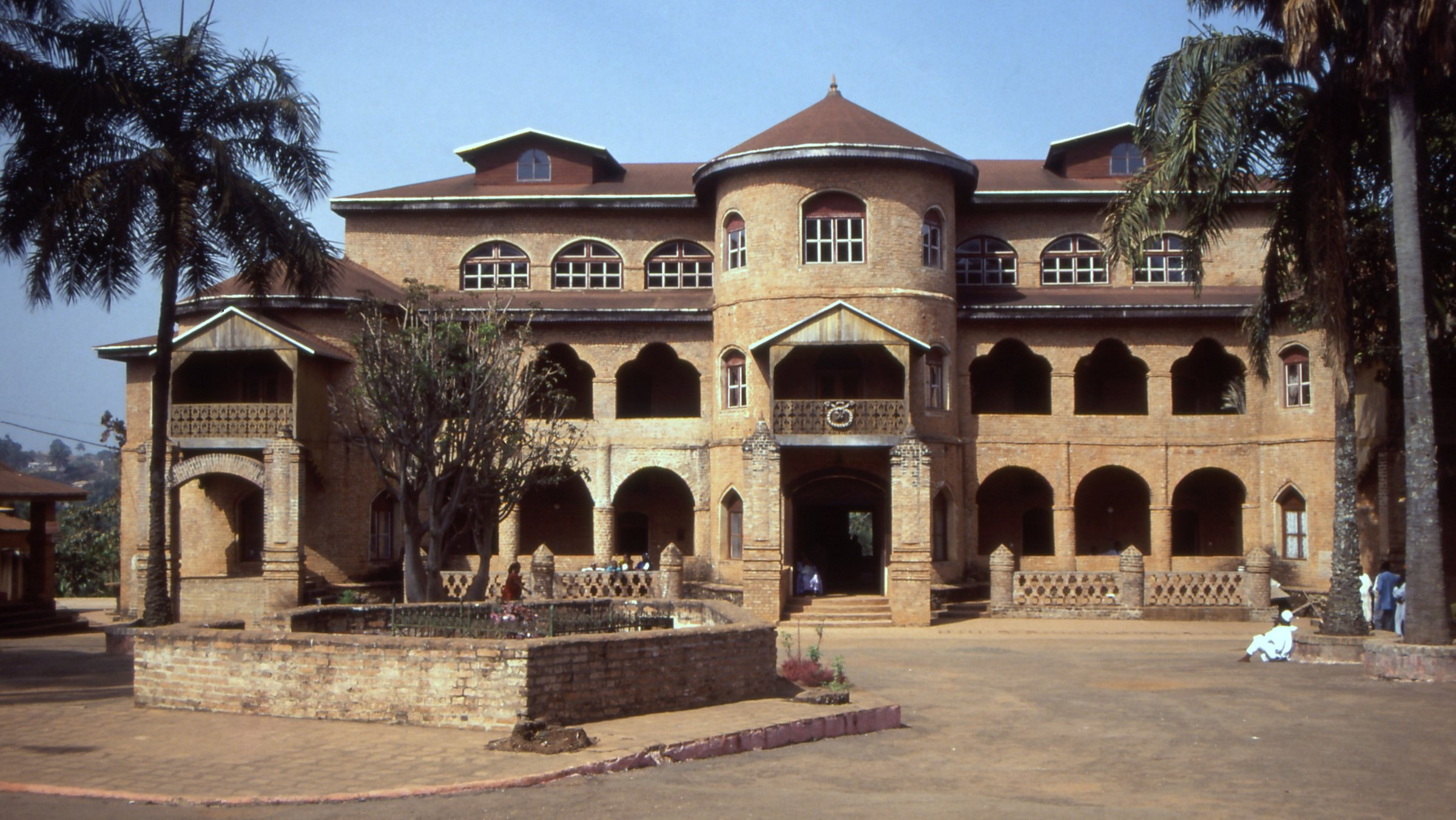

## Bevölkerung
Die Bevölkerungsentwicklung der Stadt:
| Jahr          | Einwohner |
| ------------- | --------- |
| 1976 (Zensus) | 33.737    |
| 1987 (Zensus) | 57.271    |
| 2005 (Zensus) | 83.522    |

## Persönlichkeiten
- Simon Ngapandouetnbu (* 2003), Fußballspieler